# Señorío de Bethsan
El Señorío de Bethsan fue uno de los feudos del Reino de Jerusalén. Estaba situado en el valle del Jordán, al sur del lago de Tiberíades.

## Historia
La ciudad de Bethsan fue tomada por Tancredo de Hauteville en 1099, pero no fue unido al Principado de Galilea, ya que estaba incluido al dominio real en 1101. En 1120, el rey de Jerusalén dio a la ciudad y las tierras circundantes a Adán de Béthune que fue el primer señor. Finalmente fue conquistada por Saladino en 1187.

## Señores de Bethsan
- 1120 - 1156: Adán I de Béthune[2]
- 1156 - ????: Adán II de Bethsan[2]
- ???? - después de 1174: Gramand I de Bethsan[3]
  - se casó con Inés de Gillet
- después de 1174 - 1187: Adán III de Bethsan[4]
  - se casó con Helvis de Milly[5]